# Tramping
Tramping (lub trempink) – ruch społeczny w Czechosłowacji, inspirowany Ligą Leśnej Mądrości, woodcraftem, skautingem oraz amerykańskim Dzikim Zachodem. Nazwa pochodzi od nowozelandzkiego odpowiednika angielskiego słowa hiking.
Czeska opinia błędnie kreuje pogląd, że trampowanie nie ma swojego odpowiednika w żadnym innym państwie poza Czechami i Słowacją. Niemniej jednak należy zauważyć, że czeski tramping miał zawsze swoją dość wyjątkową i często wyraźną specyfikę.

## Terminologia
Pojęcie tramp/tremp pochodzi z języka angielskiego i oznacza: włóczęgę, sezonowego pracownika, często człowieka, który nie respektuje konwencji zakorzenionych w otaczającej go społeczności oraz samotnika odrzucającego powszechne zwyczaje i obowiązki. Zwykle chodzi o kogoś pozbawionego majątku i pozycji społecznej. W Ameryce taką osobę określa się słowem hobo (l. mng. hoboes).
Słowo tramp oznaczało pierwotnie nieregularnie kursującą łódź, która przewoziła towary (czasem przypadkowych podróżujących). Jej rejsy były zależne od woli właścicieli danego ładunku. Grupa trampów, podróżująca  za każdym razem w inne miejsce, przypominała załogę takiej łodzi. Pierwsi czescy trampowie nie byli kojarzeni z Buszmenami czy Indianami, ale właśnie z marynarzami, ponieważ w większości podróżowali tratwami, kajakami itp. Zachowanym do dziś zwyczajem z tego okresu jest umieszczanie masztu przy każdej osadzie trampskiej i uroczyste podnoszenie flagi podczas świąt (ściślej ważnych dat, np. założenia osady) oraz używanie pozdrowienia Ahoj, typowego dla marynarzy. Współcześnie jest ono przywitaniem spotykanym na porządku dziennym w języku czeskim i słowackim. Pierwotnie oznaczało zawołanie na opuszczenie szalupy – rozumiane jako wyzwanie do spotkania marynarzy dwóch łodzi na otwartej wodzie.
Do języka czeskiego termin tramp prawdopodobnie został zapożyczony na początku ubiegłego wieku z przekładów dzieł Jacka Londona. Obecnie za źródło tego pojęcia uznaje się powieść The Road. Dalszymi inspiracjami były ówcześnie popularne książki i filmy o tematyce związanej z Dzikim Zachodem – powieści Karla Maya, Zane Greya, Jacka Shaefera, R. L. Stevensona i innych, przeważnie amerykańskich autorów.
Słowo tramp bywa słusznie zastępowane określeniem vandr (czeski: wędrowiec), a tramping vandrování (czeski: wędrowanie), chociaż obecnie te terminy są już dalekie od ich pierwotnych znaczeń. Ponadto zamiennie stosuje się slangowy synonim čundr, opcjonalnie čundrák wywodzący się z niemieckiego tschundern (czeski: toulat se), co oznacza włóczyć się. Pojęcie čundrák było początkowo pejoratywne, z czasem jednak straciło negatywny wydźwięk.

## Geneza zjawiska
Tramping pojawił się po powstaniu niezależnej Czechosłowacji. Jest fenomenem społecznym, typowym i charakterystycznym dla czeskich oraz słowackich aglomeracji miejskich, bądź przemysłowych. Nie jest zorganizowanym ruchem, w większości tworzy go młodzież w swobodny i luźny sposób. Umożliwia młodym realizację swoich pomysłów na życie i wpisuje się w ich romantyczne pragnienia takie jak: chęć przeżycia przygody, budowanie relacji na przyjaźni i wzajemnym zaufaniu, prosty i naturalny sposób życia.
Pierwsi trampowie zazwyczaj byli bezrobotni i pochodzili z biedniejszych warstw społecznych, taki styl życia im odpowiadał. W późniejszym czasie, kiedy ruch  zyskał na popularności, do trampów dołączali ludzie ze średniej warstwy społecznej, z czasem też z wyższej.
W Czechach pierwsi trampowie byli starszymi skautami, którym pewne zasady tej organizacji nie odpowiadały – przykładali większą wagę do dbałości o przyrodę. Miało to miejsce w czasie pierwszej wojny światowej, kiedy nazwa tramp jeszcze nie funkcjonowała, nazywano ich dzikimi skautami.
Trampowie stopniowo odkrywali jeszcze dzikie tereny, np. południowej okolicy Pragi (przede wszystkim w dorzeczu Wełtawy i Sazawy), później dorzecza Berounki oraz lasów w pobliżu Brdy. Później trampów można było spotkać w każdym zakątku dawnej Czechosłowacji. Jednak to właśnie w dorzeczu Wełtawy i Sazawy powstały pierwsze osady, wzorowane na tych organizowanych przy osiedlaniu Zachodu.
Trampowie okazywali przyrodzie szczególny szacunek, po ich obozach w krajobrazie nie pozostawał ślad ingerencji ludzkiej.

## Charakterystyka
Każdą trampską osadę wyróżniał, poza oryginalną nazwą, szeryf i flaga. Po wojnie również naszywki na odzieży, zazwyczaj umieszczane na lewym ramieniu, często posiadające skrót TO – Trampska Osada z nazwą osady lub TS – Tramp Samotnik. Zazwyczaj kiedy TS spotkał TO i przypadli sobie do gustu, mógł dołączyć do osady. Niepisana zasada polegała na przyjaznym powitaniu gościa przez innych osadników i najczęściej zaproszeniu do wspólnego obozowania (mógł zostać jak długo chciał). Zawsze jednak miał wolność wyboru, nikt go nie zatrzymywał i do niczego nie zobowiązywał. W przypadkach kiedy lepiej zaprzyjaźnił się z daną osadą, zostawiał swój adres i otrzymywał zaproszenie na ich obozy.
Niektóre osady miały swoje kapele i grupy śpiewające, które komponowały muzykę i pisały teksty. Te pieśni znane są do dziś, śpiewa się je na obozach przy ognisku. Z czasem, pod wpływem muzyki popularnej, wybrane tytuły trafiły do radia. Po drugiej wojnie światowej na listach przebojów królowały folk i country. Inspirowana nimi trampska muzyka, wpisywała się do tego kanonu.
Zawsze bardzo istotny w trampskim życiu był sport, szczególnie uprawiany na powietrzu: łucznictwo, rzuty lassem, narciarstwo, turystyka górska oraz wodna, atletyka – rzuty w dal lub do celu, sporty zespołowe.
Tramping ma swoje podstawy w przyjaźni, naturalnym humanizmie, miłości, szacunku do przyrody i człowieka. Z Leśnych Mądrości oraz woodcraftu przyjął nieformalne zasady i prawa, które pierwotnie sformułował amerykański pisarz E. T. Seton. Zewnętrzne atrybuty trampingu są zmienne, ale prawa i zasady trwałe – zachowane do dziś.
Podstawową, najważniejszą cechą trampingu jest to, że nigdy nie został sformalizowany. Wszystkie próby jego usystematyzowania lub organizowania nie powiodły się. Trampowie celowo nie chcą tworzenia trampskich instytucji/zrzeszeń. Tłumaczą to tym, że instytucja zawsze dyktuje określone warunki, którym należy się podporządkować. Wszystkie zasady i prawa trampingu nie były nigdy zapisane, dzięki czemu są uznawane i zachowywane przez wszystkich przyłączających się do ruchu. Przez wzgląd na to mówi się o trampingu bardziej jak o stylu życia, niż ruchu społecznym.
Między byłymi i obecnymi trampami znajduje się szereg popularnych i znanych nazwisk. Dla przykładu pisarz Jaroslav Foglar, grafik, ilustrator i malarz Zdeněk Burian.

## Historia
Najstarsza znana osada trampska była założona około 1918 roku przy brzegu Wełtawy, w miejscu zwanym Świętojańskie Prądy. Dziś nie istnieje, została zalana po budowie zapory wodnej. Początkowo grupka byłych praskich skautów to miejsce weekendowych spotkań określała Roaring Camp/Tábor řvavých (Obóz Ryczących). Później, kiedy tramping stał się popularny, zmienili nazwę na Ztracená naděje (Stracona nadzieja).
Przedwojenną historię trampingu opisuje Bob Hurikán w książce Dějiny Trampingu (Hitoria trampingu). Autor w raczej emocjonalny sposób opisuje miejsca, osady i życie w nich, często wplatając osobiste refleksje i uwagi. Specjalistyczna literatura i opracowanie dalszych dziejów trampingu nie zostały wydane, na co ma wpływ filozofia trampingu.
Z historycznego punktu widzenia, ruch ten jest bardzo istotny. W ciągu 100 lat istnienia przystąpiło do niego kilkaset tysięcy osób, reprezentujących pięć kolejnych generacji.

## Współczesny tramping
Obecnie spotykane są opinie, że klasyczny tramping i skauting, taki jaki znamy z historii XX wieku, jest już definitywnie martwą częścią przeszłości. Wokół tego zagadnienia toczy się żywa dyskusja w społeczeństwie i zdaje się być się tematem otwartym. Duża wątpliwość społeczności i zmiany, jakie zaszły po wydarzeniach w listopadzie 1989 zmieniły nieodwracalnie trampski ruch. Pewne jest jednak, że wszystkie trzy zbliżone grupy (tramping, skauting i Leśne Mądrości) znalazły swoje ekwiwalenty w innych ruchach i inicjatywach społecznych.

## Tramping a władza
Trampowie byli przeciwko zarówno nacjonalistycznej jak i komunistycznej władzy. Swoboda poglądów, wolność, nieformalność, fascynacja zachodnią kulturą, szacunek do przyrody, przywiązywanie wagi do prostego, ludzkiego braterstwa i humanizmu, polityczny liberalizm, miłość i inne założenia tego ruchu dotyczyły społecznych zjawisk i procesów, które nigdy tym systemom nie odpowiadały.
W czasie drugiej wojny światowej, spośród trampów i byłych skautów rekrutowano wielu mężczyzn zdolnych do służby. Jednak bycie trampem nie oznaczało żadnego wykroczenia, choć nie było też pochwalane.
Ze względu na to, że tramping jest swobodnym ruchem społecznym, również w czasie totalitaryzmu jego członkowie nie byli dobrze postrzegani. Organizowano kontrole StB na dworcach, niszczono trampskie szałasy, wyganiano osadników, odpruwano im naszywki, zakazywano wykonywania skautowskich czynności itp.

## Wydźwięk w kulturze
Niezmiernie ciekawy obraz życia trampów, z czasu Pierwszej Republiki, przedstawia humorystyczna powieść Vlastimila Rady i Jaroslava Žáka Dobrodružství šesti trampů (Przygoda sześciu trampów).  Pokazuje interesujące świadectwa z dawno minionej doby i jest uznawana przez współczesnych trampów za jedno z najważniejszych i wiarygodnych dzieł. Była publikowana kilkakrotnie, pierwsze wydanie pochodzi z okresu międzywojennego. Jest parodią kilku klasycznych tekstów, jednak najwięcej w niej opowieści o trampskim ruchu. Charakteryzuje ją kowbojski styl i oryginalny humor, co przyciąga również współczesnych czytelników.
W Czechosłowackiej Telewizji w 1969 roku, powstał musicalowy serial (6 sezonów) o przygodach sześciu trampów nad Wełtawą i ich wiecznej walce na przekór wszystkim.
W roku 1928 ukazała się „pierwsza trampska powieść” Arizona Jaroslava Jana Paulíka .
Parodię trampingu przedstawia piosenka Jarka Nohavicy Tramp.

## Źródła
- Bob Hurikán: Dějiny trampingu, Novinář, 1990, ISBN 80-7077-432-0
- Pavel D. Vinklát: Kronika trampingu v Jizerských horách 1934–2004, ISBN 80-86660-09-5 (Recenzja książki)
- Antonín Linhart: První trampská kuchařka, vandr do gastronomie, 1992, nr katalogu: VNW 002/92
- Zdeněk a Olga Moidlovi, J. Smlsal: Kronika východočeského trampingu – Chrudimsko 1912–2008, ISBN 978-80-239-8345-6, 2008
- Zdeněk a Olga Moidlovi: Sbírka trampských domovenek a jiných atributů, ISBN 978-80-904104-0-4, 2010
- Zdeněk a Olga Moidlovi: Sbírka trampských zvadel a jiných atributů, 2014